# Wolbromek
Wolbromek es una localidad del distrito de Jawor, en el voivodato de Baja Silesia (Polonia). Se encuentra en el suroeste del país, dentro del término municipal de Bolków, a unos 5 km al este de la localidad homónima y sede del gobierno municipal, a unos 13 al sur de Jawor, la capital del distrito, y a unos 65 al oeste de Breslavia, la capital del voivodato. En 2011, según el censo realizado por la Oficina Central de Estadística polaca, su población era de 566 habitantes. Wolbromek perteneció a Alemania hasta 1945.